# 5D Chess with Multiverse Time Travel
5Д-шахматы с перемещением во времени и мультивселенной (англ. 5D Chess with Multiverse Time Travel) — вариант шахмат, реализованный как видеоигра в 2020 году и выпущенный студией Thunkspace для Windows, macOS и Linux. Его основная механика, путешествие во времени по мультивселенной, позволяет фигурам путешествовать во времени и между временными линиями так же, как они перемещаются по горизонталям и вертикалям.
Игра получила высокую оценку критиков за хороший и элегантный дизайн.

## Игровой процесс
Общий игровой процесс 5Д-шахмат начинается так же, как и в стандартной игре в шахматы. По ходу игры игра становится все более сложной из-за ряда альтернативных временных шкал, которыми может воспользоваться игрок В игру можно играть онлайн против других игроков онлайн, автономно в режиме двух игроков или против ИИ..

### Правила

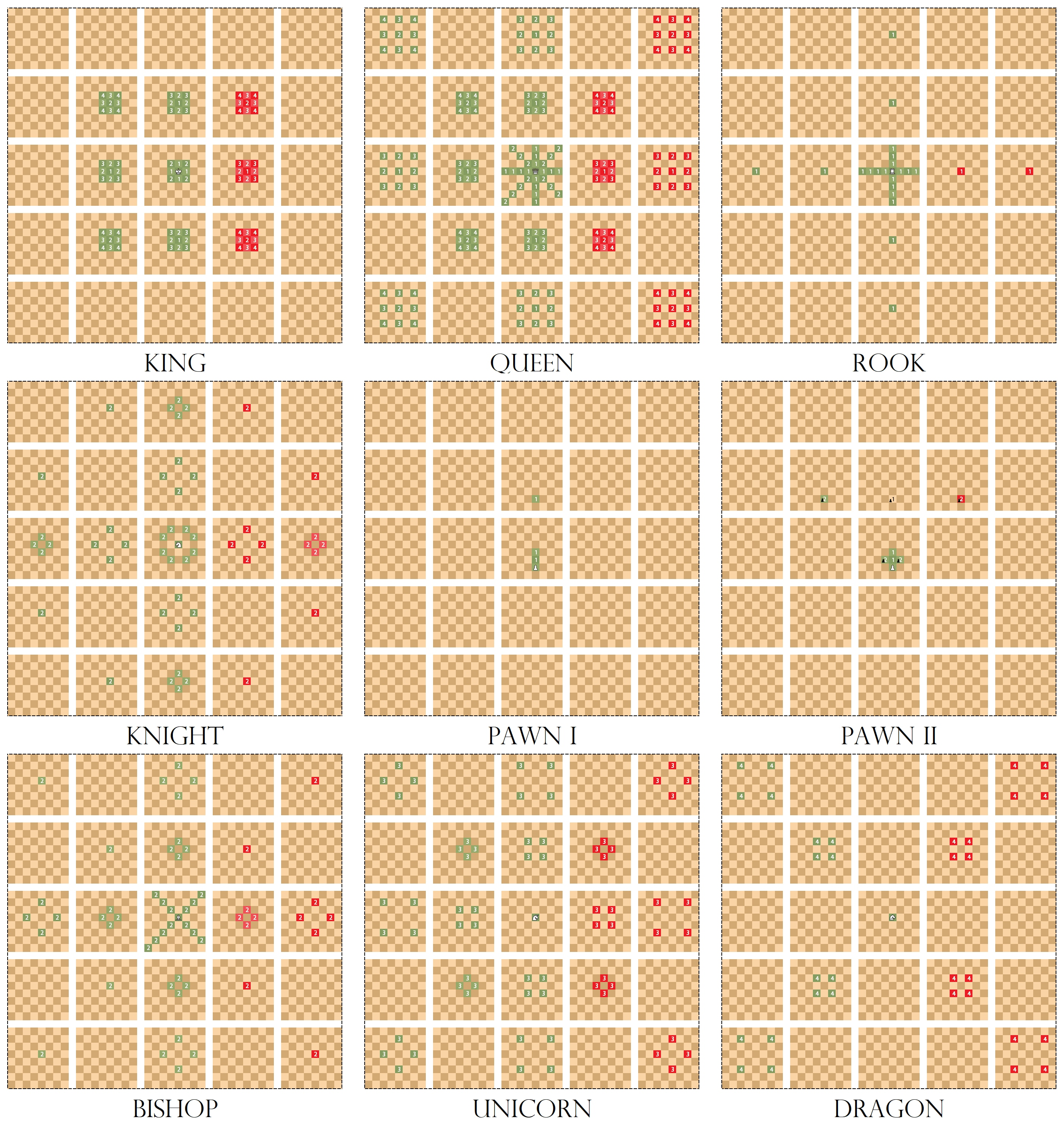
Ходы фигур 5Д-шахмат

Стандартная игра в 5Д-шахматы начинается с обычной шахматной расстановки, начиная с хода белых.
Наряду с осями x и y в игре представлены две дополнительные оси движения: ось поворота, отображаемая горизонтально, и ось временной шкалы, отображаемая вертикально. На этом дисплее верх и низ идут в противоположных направлениях для каждого игрока, но лево и право одинаковы. Расстояние в один пробел соответствует расстоянию в один квадрат по горизонтали, один квадрат по вертикали, один поворот или одну временную шкалу. Каждый игрок делает свой ход, делая ход или серию ходов, а затем нажимая кнопку «Submit Moves». Когда игрок делает ход, доска меняет свой цвет в соответствии с цветом ходящего игрока, при этом каждый ход сохраняется на отдельной доске. Если фигура идёт в прошлое или будущее — она создаёт новую временную линию. Игрок, когда наступает его очередь ходить, обязан сделать ход в каждой временной линии, что отмечена как «The Present» («Настоящее»). Игроку можно объявить шах только в настоящее и, иногда, в прошлое.
Все фигуры сохраняют свои способности к движению из стандартных шахмат. Кроме того, их способности к движению обобщаются по осям поворота и временной шкалы. Ходы фигур следующие:
- Ладья может двигаться на любое расстояние ровно по одной оси.
- Слон может перемещаться на любое расстояние ровно по двум осям одинаково.
- Ферзь может перемещаться на любое расстояние по любому количеству осей одинаково.

При движении ладья, слон и ферзь должны проходить через непрерывную серию беспрепятственных полей.
- Король может переместиться на одну клетку вдоль любого количества осей.
- Конь может двигаться по схеме из двух клеток вдоль одной оси, а затем на одну клетку вдоль другой оси. Как и в обыкновенных шахматах, может проходить через клетки, уже занятые другими фигурами.
- Пешка может переместиться на одну клетку на свободную клетку по одной оси в сторону противника. Если это её первый ход, она может отправиться вперёд на 1 параллельную вселенную.

Временная шкала, созданная игроком, считается временной шкалой этого игрока. Если игрок, в то время как его количество линий времени хотя бы на единицу превышает количество линий времени противника, создает линию времени, то эта новая линия времени считается неактивной ; если временная линия не является неактивной, то она считается активной . Если игрок, в то время как у противника есть хотя бы одна неактивная временная линия, создает временную линию, то активируется старейшая неактивная временная линия противника. Активная доска — это играбельная доска на активной временной шкале.
Игрок находится под шахом в ситуации, когда настала очередь игрока, и, если игрок передаст свой ход на всех активных досках в настоящее время, то противник сможет взять одного из королей игрока. Игрок не может сделать ход, который позволил бы взять одного из его королей.
Если игрок, который должен ходить, не может совершить свой ход, игра заканчивается одним из двух способов:
- Если игрок находится под шахом, то ему поставлен мат и он проигрывает.
- В противном случае игра заканчивается патом, что приводит к ничьей.

### Варианты
5Д-шахматы имеют множество различных режимов. Они могут изменить такие факторы, как начальная позиция, размер доски (доступны 3 × 3, 4 × 4, 5 × 5, 6 × 6, 7 × 7 и 8 × 8, и даже шуточный 1 × 1 — при его выборе сразу выдаётся ничья), количество начальных временных шкал и так далее. В игре также есть несколько нестандартных фигур, которые двигаются следующим образом:
- Принцесса ходит как ферзь, но между вселенными можно пройти лишь две.
- Единорог может перемещаться на любое расстояние ровно по трем осям одинаково (треугольником). Поэтому, перемещается лишь между досками.
- Дракон может перемещаться на любое расстояние ровно по четырём осям одинаково (четырёхугольником). Поэтому, ходит лишь между досками.
- Обычный король — ходит как король, но не имеет особых опций.
- Королевский ферзь — ходит как ферзь, но имеет королевские функции.
- Мускул — альтернативный вариант пешки. Может бить на одну вселенную по диагонали. Может любым ходом перейти на одну вселенную вперёд.

## Выход
Игра была запущена 22 июля 2020 года в Steam. Она была разработан Конором Петерсеном и Thunkspace. Петерсен сказал, что ему нравились шахматные варианты, такие как трехмерные шахматы, и он задумал использовать время как дополнительное измерение для движений фигур. Он сказал: «Отсюда я пытался решить каждую проблему или парадокс, которые я нашел».

## Рецензии
5D Chess с Multiverse Time Travel получил очень положительные отзывы. Обозреватель Kotaku Натан Грейсон назвал игру «удивительно элегантной для того, чем она является». Арне Келер из ChessBase отметил, что, хотя игра шла хорошо и представляла собой забавный вариант шахмат, но ИИ противника был не очень компетентен. Обозреватель Digitally Downloaded отметил, что из-за возрастающей сложности игры по мере прохождения ходов она представляет собой «безграничный кладезь возможностей». Кристофер Ливингстон из PC Gamer назвал игру «умопомрачительной». Джейкоб Арон из New Scientist написал, что игра «не для слабонервных» и «невероятно сложная».
Гроссмейстер Хикару Накамура играл в эту игру на VENN в августе 2020 года
 